# Брок Леснар
Брок Едуард Леснар (на английски: Brock Lesnar) е американски състезател по американски футбол, борец класически стил, ММА боец и професионален кечист. Има договор с WWE. Леснар е десеткратен шампион на WWE, световен шампион в тежка категория на шампионата по Смесени бойни изкуства UFC. Шампион е в щатския шампионат по борба в 1-ва дивизия на NCAA. Леснар е единственият човек, спечелил WWE първенство, UFC първенство, и NCAA първенство. Той е също така IWGP шампион в тежка категория, което го прави единадесеткратен световен шампион в професионалната борба.
В UFC той има шест победи и три загуби.